# Liste der Kulturdenkmale in Todtnau
In der Liste der Kulturdenkmale in Todtnau sind alle Bau- und Kunstdenkmale der Stadt Todtnau und ihrer Teilorte verzeichnet, die im „Verzeichnis der unbeweglichen Bau- und Kunstdenkmale und der zu prüfenden Objekte“ des Landesamts für Denkmalpflege Baden-Württemberg verzeichnet sind.
Diese Liste ist nicht rechtsverbindlich. Eine rechtsverbindliche Auskunft ist lediglich auf Anfrage bei der Unteren Denkmalschutzbehörde des Landkreises Lörrach erhältlich.

## Gschwend
| Bild           | Bezeichnung               | Lage                                  | Datierung             | Beschreibung | ID |
| -------------- | ------------------------- | ------------------------------------- | --------------------- | --- | -- |
|                | Eindachhof                | Gschwend, Elsbergstraße 19 (Karte)    | im Kern 17. Jh.       | Solitär stehender, zweigeschossiger Eindachhof mit Walmdach, Hocheinfahrt und Galerie Geschützt nach § 2 DSchG  |    |
|                | Eindachhof, Doppelhof     | Gschwend, Elsbergstraße 27–29 (Karte) | Im Kern 18. Jh.       | Zweigeschossiger Eindach-Doppelhof mit Walmdach, Galerie und Hocheinfahrt Geschützt nach § 2 DSchG              |    |
|                | Eindachhof, Doppelhof     | Gschwend, Elsbergstraße 33 (Karte)    | Im Kern 17. Jh.       | Zweigeschossiger Eindach-Doppelhof in Ecklage mit Galerie und Walmdach Geschützt nach § 2 DSchG                 |    |
|                | Eindachhof                | Gschwend, Elsbergstraße 35 (Karte)    | Im Kern 17. Jh.       | Zweigeschossiger Eindachhof mit Walmdach, Galerie und Hocheinfahrt. Geschützt nach § 2 DSchG                    | BW |
|                | Brücke                    | Gschwend, Elsbergstraße (Karte)       |                       | Geschützt nach § 2 DSchG                                                                                        | BW |
| Weitere Bilder | Kath. Kirche St. Wendelin | Gschwend, Gisibodenstraße 5 (Karte)   | Anfang 20. Jh.        | Neuromanisches Kirchengebäude. Langhaus mit Satteldach, etwas niedrigerer Chor, viergeschossiger Glockenturm.   |    |
|                | Brunnen                   | Gschwend, Gisibodenstraße (Karte)     |                       | Geschützt nach § 2 DSchG                                                                                        | BW |
|                | Eindachhof                | Gschwend, Im Dürracker 1 (Karte)      |                       | Geschützt nach § 2 DSchG                                                                                        | BW |
|                | Eindachhof                | Gschwend, Im Dürracker 2 (Karte)      |                       | Geschützt nach § 2 DSchG                                                                                        |    |
|                | Bogenbrücke               | Gschwend, Mättlestraße (Karte)        | 1864                  | Steinerne Bogenbrücke aus Quadermauerwerk über den Prägbach mit zinnenartiger Brüstung Geschützt nach § 2 DSchG |    |
|                | Feldkreuz                 | Gschwend, Mättlestraße (Karte)        | 1860                  | Steinernes Feldkreuz aus Buntsandstein ohne Korpus Geschützt nach § 2 DSchG                                     |    |
|                | Blasiushof                | Gschwend, Mättlestraße 2 (Karte)      | Im Kern 18. Jh.       | Solitär stehender, zweigeschossiger Eindachhof mit Galerie und Walmdach Geschützt nach § 2 DSchG                |    |
|                | Eindachhof                | Gschwend, Mättlestraße 3 (Karte)      | Im Kern 19. Jh.       | Zweigeschossiger Eindachhof mit Galerie, Hocheinfahrt und Walmdach Geschützt nach § 2 DSchG                     |    |
|                | Eindachhof                | Gschwend, Mättlestraße 4 (Karte)      | Im Kern fühes 19. Jh. | Zweigeschossiger Eindachhof mit Galerie, Hocheinfahrt und Walmdach Geschützt nach § 2 DSchG                     |    |
|                | Brunnen                   | Gschwend, Mühlenmattweg (Karte)       | Anfang 20. Jh.        | Laufbrunnen mit langem, rechteckigem Brunnentrog und Stock aus Kunststein Geschützt nach § 2 DSchG              |    |
|                | Eindachhof, Doppelhof     | Gschwend, Mühlenmattweg 2,3 (Karte)   | Im Kern 19. Jh.       | Zweigeschossiger Eindach-Doppelhof mit Galerie, Hocheinfahrt und Walmdach Geschützt nach § 2 DSchG              |    |
|                | Feldkreuz                 | Gschwend, außerhalb des Ortes (Karte) |                       | Geschützt nach § 2 DSchG                                                                                        | BW |

## Präg
| Bild | Bezeichnung | Lage                               | Datierung | Beschreibung     | ID |
| ---- | ----------- | ---------------------------------- | --------- | ---------------- | -- |
|      | Hof Lais    | Präg, Hochkopfstraße 4 (Karte)     |           | ID: 154317773517 | BW |
|      | Wohnhaus    | Präg, Hochkopfstraße 36/38 (Karte) |           | ID: 176447953010 | BW |

## Schlechtnau
| Bild | Bezeichnung    | Lage                               | Datierung | Beschreibung                                         | ID |
| ---- | -------------- | ---------------------------------- | --------- | ---------------------------------------------------- | -- |
|      | Schwarzwaldhof | Schlechtnau, Hauptstraße 9 (Karte) |           | ID: 144768447514, Eindachhof aus dem 18. Jahrhundert | BW |

## Todtnau
| Bild | Bezeichnung           | Lage                                       | Datierung | Beschreibung | ID |
| ---- | --------------------- | ------------------------------------------ | --------- | --- | -- |
|      | Schwarzwald-Kaserne   | Todtnau, Fahl 50 (Karte)                   | 1954      | [ 5 ] | BW |
|      | Bürstenfabrik Wissler | Todtnau, Fridolin-Wissler-Straße 1 (Karte) | 1788      | ID 191621812310, 1877 errichtet, 1968 erfolgte die südliche Erweiterung                                                                    | BW |
|      | Grundschule           | Todtnau, Meinrad-Thoma-Straße 10 (Karte)   |           | [ 7 ] | BW |
|      | Schwarzwaldhof        | Todtnau, Paßstraße 37 (Karte)              | 1748      | ID: 123755736020, Klassischer Schwarzwaldhof, einstöckiges Hochgerüst im Wirtschaftsteil und zweigeschossiges Unterbaugerüst mit Dachstock | BW |
|      | Schulgebäude          | Brandenberg, Paßstraße 50 (Karte)          |           | [ 7 ] | BW |

## Todtnauberg
| Bild | Bezeichnung             | Lage                                   | Datierung       | Beschreibung      | ID |
| ---- | ----------------------- | -------------------------------------- | --------------- | ----------------- | -- |
|      | Schwarzwaldhof          | Todtnauberg, Büreten 1 (Karte)         | 1780            | ID: 137731135114, | BW |
|      | Eindachhof (sog. Arche) | Todtnauberg, Kreuzmattstraße 6 (Karte) | 18. Jahrhundert | ID: 127050965015  | BW |